# La Guienne
Pour les articles homonymes, voir Guyenne.
La Guienne est un quotidien légitimiste français fondé en 1831 et disparu en 1887. Son siège se situe à Bordeaux et son domaine de diffusion correspond au département de la Gironde.

## Historique

### Fondation
Le premier numéro de La Guienne paraît en septembre 1831, dans les remous qui suivent la chute de la Charles X. Il prend la suite du journal Le Défenseur de la monarchie et de la charte.
Bordeaux est en effet connu pour sa tradition de légitimisme ; elle a été la première ville d'importance à se rallier à Louis XVIII, et le petit-fils de Charles X, Henri d'Artois, reçoit le titre de duc de Bordeaux pour commémorer l'évènement.

### Chute du premier cabinet Freycinet
La Guienne est le journal qui révèle les négociations secrètes entre Charles de Freycinet, président du Conseil, le Saint-Siège et les congrégations religieuses menacées d'expulsion du fait des décrets de mars 1880. Le 30 aout 1880, le quotidien publie le projet de déclaration par laquelle les congrégations s'apprêtent à faire amende honorable, apporter leur soutien aux institutions républicaines et solliciter l'annulation des mesures prises à leur encontre. Pour les légitimistes, c'est inacceptable car ce ralliement des religieux catholiques à la République serait très dommageable à la cause royaliste qui a intérêt à entretenir les catholiques dans une opposition au régime.
À la suite de cette révélation, le gouvernement Charles de Freycinet est attaqué à la fois par les radicaux, hostiles à tout compromis avec l'Église catholique, et les royalistes. Le président du Conseil, acculé, remet sa démission le 19 septembre 1880 et passe la main à Jules Ferry, qui procèdera à l'exécution des décrets avec une grande sévérité.

### Disparition
Le dernier numéro est le n° 28055, paru le 5 mars 1887.